# Parentella laticollis
Parentella laticollis är en bönsyrseart som beskrevs av Heinrich Hugo Karny 1908. Parentella laticollis ingår i släktet Parentella och familjen Mantidae. Inga underarter finns listade i Catalogue of Life.